# Грачёв, Владимир Валентинович
Владимир Валентинович Грачёв (род. 28 января 1973, Брянск) — советский и российский хоккеист, нападающий. Мастер спорта СССР международного класса[уточнить].

## Биография
Начинал играть в родном Брянске. Воспитанник московского «Динамо», в сезоне 1989/90 дебютировал во второй лиге за «Динамо-2». Пять сезонов (1992/93 — 1996/97) отыграл за «Динамо» в МХЛ и РХЛ. На драфте НХЛ 1992 года был выбран в 7-м раунде под общим 152-м номером клубом «Нью-Йорк Айлендерс». В дальнейшем выступал за «Нефтехимик» (1997/98), «Аллеге» (Италия, Альпенлига, 1998/99), «Уилинг Нэйлерз» (ECHL, 1999/2000), «Крылья Советов» (1999/2000), «Спартак» Москва, «Спартак-2», «Нефтехимик» (все — 2000/01), «Молот-Прикамье» (2001/02),
«Титан» Клин (ВЕХЛ, 2003/04).
Серебряный призёр чемпионата Европы среди юниоров 1991. Чемпион МХЛ 1993, 1995. Обладатель Кубка МХЛ 1993, 1995, 1996.